# Angela's Eyes
Angela's Eyes ou Les Yeux d'Angela au Québec, est une série télévisée américaine en treize épisodes de 42 minutes, créée par Dan McDermott et diffusée entre le 16 juillet et le 15 octobre 2006 sur Lifetime.
En France, la série a été diffusée sur TV Breizh et à partir du 14 janvier 2007 sur TF1, au Québec à partir du 8 juin 2007 à Séries+, et en Suisse sur TSR1 et TSR2.

## Synopsis
Angela Hanson possède un don qui lui permet de savoir si quelqu'un est en train de mentir. Celui-ci lui est très utile pour son travail d'agent du FBI, mais est une catastrophe pour sa vie privée.

## Distribution

### Acteurs principaux
- Abigail Spencer (VF : Julie Dumas) : Angela Henson
- Lyriq Bent (VF : Pascal Casanova) : Leo Jenkins
- Joe Cobden (VF : Thomas Roditi) : Dozer

### Acteurs secondaires
- Rick Roberts (VF : Antoine Doignon) : Gene Taylor (7 épisodes)
- Paul Popowich (VF : Yann Peira) : Jerry Henson (7 épisodes)
- Boyd Gaines (VF : Jean-Louis Rugarli) : Colin Anderson (6 épisodes)
- Alberta Watson (VF : Anne Deleuze) : Lydia Anderson (6 épisodes)
- Steve Boyle : Dr Dylan Turley (6 épisodes)
- Peter Hermann (VF : Bruno Magne) : Peter Wagner (4 épisodes)
- Christopher Bolton : Jack Stillman (4 épisodes)

 Source et légende : version française (VF) sur RS Doublage

## Épisodes
1. Cherchez la femme (Pilot)
2. Pour le meilleur et pour le pire (Eyes for Windows)
3. Au nom du frère (In God's Eyes)
4. Esprit de sacrifice (Eyes of the Father)
5. De la poudre aux yeux (Undercover Eyes)
6. Le Chant des sirènes (Political Eyes)
7. Cartes sur table (Open Your Eyes)
8. Traitement de choc (Blue-Eyed Blues)
9. Une vieille histoire (Lyin' Eyes)
10. Relations tendues (Eyes Wide Shut)
11. Embarquement immédiat (In Your Eyes)
12. L'Art du vol (The Camera's Eye)
13. Esprit de famille (Eyes on the Prize)